# Habib de las Salas
Habib de Las Salas de la Rosa (19 de abril de 1987, em Barranquilla) é um halterofilista colombiano. Competiu representando a Colômbia na categoria até 56 kg masculino do halterofilismo nos Jogos Olímpicos de Verão de 2016, no Rio de Janeiro.